# Скипетров, Павел Александрович
Павел Александрович Скипетров (1922—2008) — советский учёный, государственный и политический деятель. Доктор экономических наук, профессор. Участник Великой Отечественной войны. Член КПСС.

## Биография
Родился в 1922 году в селе Никологоры (ныне — посёлок городского типа Никологоры в Вязниковском районе Владимирской области).
Участник Великой Отечественной войны в составе 159-й обс, 1-й гв. опс., начальник радиостанции РЭБ.
Образование высшее (окончил экономический факультет МГУ имени М.В. Ломоносова в 1952 году, аспирантуру — в 1955 году)
- В 1955—1968 гг. — ассистент, доцент Московского государственного университета им. М. В. Ломоносова.[3]
- В 1968—1978 гг. — заведующий сектором отдела науки ЦК КПСС.[3]
- В 1978—1991 гг. — проректор Академии народного хозяйства.[3]

C 1991 гг. — на преподавательской работе в вузах Москвы.
Жил в Москве. Похоронен в Москве на Троекуровском кладбище, участок 26.

## Сочинения
- Скипетров, Павел Александрович. Обобществление труда и социалистическая собственность (Вопросы теории развития форм собственности в сельском хозяйстве) — Москва: Изд-во Московского университета, 1968.
- Скипетров, Павел Александрович, Волков, Михаил Иванович. Планомерная организация социалистического производства : Учеб. пособие. — М. : АНХ СССР, 1979. — 68 с.; 20 см.
- Совершенствование методов руководства экономикой. Вопр. теории и практики | [П. А. Скипетров, П. Г. Бунич, М. Н. Руткевич и др.]; Под ред. П. А. Скипетрова и др. — М. : Экономика, 1982. — 231 с.; 22 см.
- Проблемы совершенствования управления и повышения эффективности производства : Сб. науч. тр. | Акад. нар. хоз-ва при Совете Министров СССР; [Редкол.: П. A. Скипетров (отв. ред.) и др.]. — М. : АНХ. 1983. — 234 с., ил.; 20 см.
- Целевая комплексная программа научных исследований Академии народного хозяйства при Совете Министров СССР на 1981—1985 гг. : (Метод. прогр.) [Подгот. П. А. Скипетров и др]. — М. АНХ, 1984. — 235 с.; 21 см.
- Система подготовки и повышения квалификации руководителей: опыт социалистических стран : (Аналит. обзор) [И. Николов, Э. Рибарска, П. Бочаров и др.; Отв. редакция П. А. Скипетрова, Д. Н. Бобрышева] — M. АНХ, 1985. — 183 с.; 20 см.
- Политическая экономия социализма и экономическая стратегия КПСС / П. А. Скипетров, А. А. Хандруев, В. П. Шкредов, Академия народного хозяйства при Совете Министров СССР — М.: Экономика — 1985.